# Symplectoscyphus pulchellus
Symplectoscyphus pulchellus är en nässeldjursart som först beskrevs av Jäderholm 1904.  Symplectoscyphus pulchellus ingår i släktet Symplectoscyphus och familjen Sertulariidae. Inga underarter finns listade i Catalogue of Life.